# Pete Ricketts
Pete Ricketts (hay John Peter Ricketts, sinh ngày 19 tháng 8 năm 1964) là một doanh nhân, chính trị gia người Mỹ. Ông hiện là Thống đốc thứ 40 của tiểu bang Nebraska từ năm 2015. Ông nguyên là Chủ tịch Đảng Cộng hòa tiểu bang Nebraska, đã từng tranh cử vào Thượng viện Hoa Kỳ, đối mặt với đương kim Thượng nghị sĩ Dân chủ Ben Nelson nhưng thất bại. Pete Ricketts tranh cử chức vị Thống đốc Nebraska vào năm 2014, ông đã đánh bại ứng cử viên Đảng Dân chủ Chuck Hassebrook và tiếp tục tái đắc cử nhiệm kỳ thứ hai năm 2018.
Pete là Đảng viên Đảng Cộng hòa, học vị Thạc sĩ Quản trị kinh doanh, chính trị gia bảo thủ. Ông là con trai của Joe Ricketts, người sáng lập TD Ameritrade trong gia đình Ricketts, nguyên Giám đốc điều hành TD Ameritrade. Cùng với các thành viên khác trong gia đình, ông là chủ sở hữu Chicago Cubs của Major League Baseball, đội tuyển vô địch bóng chày thế giới World Series 2016.

## Xuất thân và giáo dục
Pete Ricketts sinh ra tại thành phố Nebraska, quận Otoe, Nebraska, Hoa Kỳ vào ngày 19 tháng 8 năm 1964, tên khai sinh là John Peter Ricketts, là con trai cả trong gia đình Ricketts có bốn người con của Joe Ricketts và Marlene (Volkmer) Ricketts. Mẹ của công, Marlene Ricketts là một giáo viên, gia đình sau đó chuyển đến Omaha, Nebraska. Bố của công, Joe Ricketts thành lập First Omaha Securities vào năm 1975, một trong những công ty môi giới chứng khoán giảm giá đầu tiên ở Hoa Kỳ. Công ty phát triển nhanh chóng, đổi tên thành Ameritrade, lên sàn chứng khoán vào năm 1997, và đổi tên thành TD Ameritrade sau khi mua lại TD Waterhouse vào năm 2006. Pete Ricketts theo học Trường Trung học Westside ở Omaha, tốt nghiệp năm 1982. Sau đó, ông tới thành phố Chicago, Illinois theo học Đại học Chicago, nhận bằng Cử nhân Sinh học năm 1986 và bằng Thạc sĩ Quản trị Kinh doanh về Tiếp thị và Tài chính năm 1991.

## Sự nghiệp

### Kinh doanh
Sau khi hoàn thành chương trình cao học, Pete Ricketts trở về Omaha, Nebraska. Ông làm việc cho Công ty Đường sắt Union Pacific trong một năm, sau đó là nhân viên kinh doanh cho một nhà tư vấn môi trường ở Chicago, Illinois. Năm 1993, ông đến làm việc cho doanh nghiệp của bố mình, ban đầu ở trung tâm cuộc gọi trong vài tháng, và sau đó được bố bổ nhiệm vào một số vị trí điều hành, cuối cùng trở thành Giám đốc điều hành (COO) của công ty trong nhiệm kỳ Tổng giám đốc điều hành (CEO) của bố ông. Trong một báo cáo năm 2006, ông công khai giá trị tài sản ròng của mình là từ 45–50 triệu USD. Pete Ricketts làm việc cho công ty từ năm 1993 đến năm 2016, sau một thời gian gián đoạn ngắn trong hoạt động chính trị. Năm 2006, Pete Ricketts rời Ameritrade để tranh cử vào Thượng viện Hoa Kỳ. Sau thất bại trước Ben Nelson đương nhiệm, ông trở lại hội đồng quản trị của công ty, tiếp tục duy trì cho đến khi gia đình Ricketts từ bỏ ghế hội đồng quản trị vào năm 2016. Năm 2007, Ricketts đồng sáng lập, và trở thành Giám đốc kiêm Chủ tịch của Viện Nghiên cứu Kinh tế Platte ở Omaha, được ông mô tả là một tổ chức tư vấn thị trường tự do. Ông đã từ chức khỏi viện vào năm 2013 để tập trung vào chiến dịch tranh cử năm 2014 của mình.

### Thể thao
Năm 2009, quỹ tín thác của gia đình Ricketts đã mua lại đội bóng chày chuyên nghiệp Chicago Cubs từ hãng Tribune Media. Pete Ricketts và ba người em của ông chiếm bốn trong số năm ghế của Ban giám đốc Chicago Cubs. Khi mua lại đội tuyển, gia đình Ricketts đã tổ chức họp báo, chủ trì chủ yếu bởi ông và em trai Thomas S. Ricketts, đã tuyên bố cam kết đầu tư, đẩy mạnh mà đưa đội hoàn thành được kỳ vọng vô địch thế giới bóng chày. Đến năm 2016, Chicago Cubs đã vô địch National League Championship Series 2016 và 2016 World Series, tức vô địch thế giới, chấm dứt cơn khát danh hiệu 71 năm tại National League và 108 năm tại Worrld Series. Tính đến năm 2020, Chicago Cubs thuộc sở hữu của gia đình Ricketts trị giá 3,2 tỷ USD, xếp thứ tư bóng chày thế giới.

### Chính trị

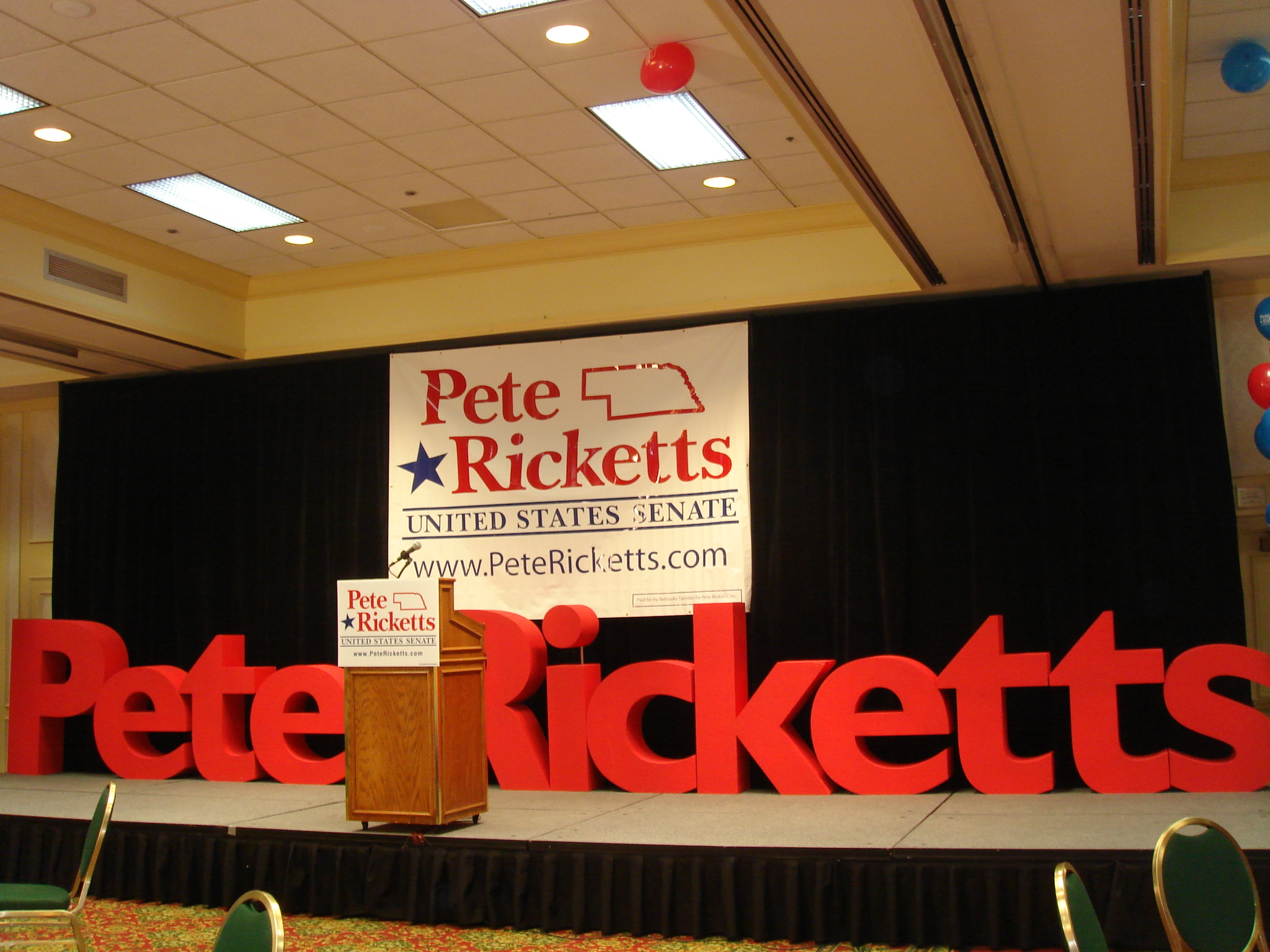
Vận động tranh cử 2006.

Pete Ricketts tham gia lĩnh vực chính trị từ đầu những năm 2000. Từ năm 2007 đến năm 2012, ông là thành viên Ủy ban Quốc gia Đảng Cộng hòa, từ năm 2007 đến năm 2013, ông là thành viên của Viện Doanh nghiệp Hoa Kỳ. Năm 2006, ông là ứng viên Đảng Cộng hòa cho chiếc ghế Thượng viện Hoa Kỳ do Đảng Dân chủ Ben Nelson nắm giữ. Các đối thủ của ông trong cuộc bầu cử sơ bộ là cựu Tổng Chưởng lý Nebraska Don Stenberg và cựu Chủ tịch Đảng Cộng hòa bang David Kramer. Pete Ricketts đã chi gần năm triệu USD cho chiến dịch, vượt qua đối thủ của mình với tỷ số 10–1 và giành được đề cử Cộng hòa. Ông đã nhận được một số hỗ trợ cấp cao cho chiến dịch, đáng chú ý nhất là từ Tổng thống George W. Bush và Phó Tổng thống Dick Cheney. George W. Bush xuất hiện tại một cuộc vận động tranh cử cho Pete Ricketts vào ngày 05 tháng 11 năm 2006, chỉ vài ngày trước cuộc bầu cử, ở Grand Island, Nebraska. Pete Ricketts tuyên bố chính sách nền tảng bảo thủ, nhấn mạnh trách nhiệm tài chính, cải cách nhập cư, và nông nghiệp, cũng như ủng hộ một nền tảng bảo thủ về mặt xã hội phản đối hôn nhân đồng giới và cấm phá thai. Tổng cộng, ông đã đóng góp hơn 11 triệu USD của mình cho chiến dịch. Ông đã chi nhiều tiền hơn bất kỳ ứng cử viên Thượng viện nào trong lịch sử Nebraska, nhưng bị Ben Nelson đánh bại với tỷ lệ chênh lệch lơn 36–64%.

## Thống đốc Nebraska

### Tranh cử

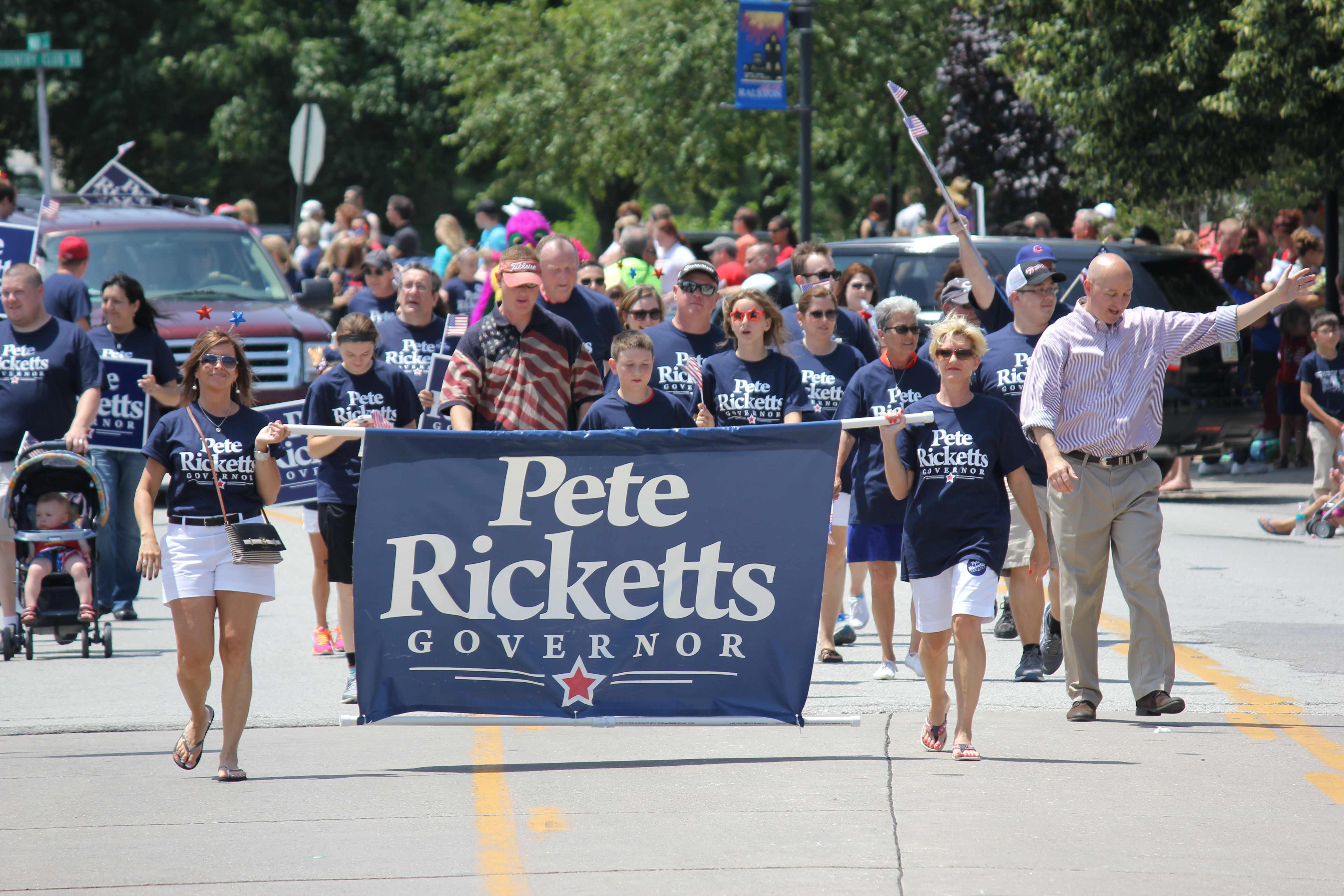
Pete Ricketts vận động tranh cử 2014.

Năm 2014, sau tám năm thất bại ở bầu cử Thượng nghị sĩ 2006, Pete Ricketts quay trở lại trực tiếp chính trường, tranh cử chức vị lãnh đạo cao nhất tiểu bang: Thống đốc Nebraska. Người đương nhiệm là Dave Heineman bị giới hạn nhiệm kỳ và không thể tái tranh cử. Hai nhân vật được coi là ứng cử viên nặng ký cho sự đề cử của Đảng Cộng hòa đã rút lui vào đầu năm 2013: Phó Thống đốc Rick Sheehy, và Nghị trưởng (Speaker) Cơ quan Lập pháp Nebraska Mike Flood. Pete Ricketts chính thức tham gia cuộc đua vào tháng 9 năm 2013, tại thời điểm đó ông và Kiểm toán tiểu bang Mike Foley được coi là những người dẫn đầu trong cuộc đua có sự góp mặt của các Nghị sĩ tiểu bang Charlie Janssen, Beau McCoy và Tom Carlson. Vào tháng 2 năm 2014, Charlie Janssen rút lui, và Tổng Chưởng lý Nebraska Jon Bruning tuyên bố ra ứng cử. Mặc dù tranh cử muộn nhưng Jon Bruning đã vượt lên dẫn đầu trong một giai đoạn nhất định.
Tháng 5 năm 2014, bầu cử sơ bộ nội bộ Đảng Cộng hòa kết thúc, Pete Ricketts đã giành chiến thắng với 26,6% phiếu bầu, vượt qua Jon Bruning nhận 25,5%, trở thành ứng viên Cộng hòa. Trong cuộc tổng tuyển cử, ông đối mặt với Chuck Hassebrook, cựu thành viên của Hội đồng Quản trị Đại học Nebraska, và là cựu Giám đốc Trung tâm Các vấn đề Nông thôn, một tổ chức phi lợi nhuận có danh tiếng quốc gia về các hoạt động chính sách và vận động nông thôn tiến bộ. Trong chiến dịch, Pete Ricketts tuyên bố chinh sách ủng hộ việc giảm thuế; phản đối đề xuất mở rộng Medicaid theo các quy định của Đạo luật Bảo vệ Bệnh nhân và Chăm sóc Giá cả phải chăng năm 2010; phản đối việc tăng lương tối thiểu của bang. Trong suốt chiến dịch tổng tuyển cử, chi tiêu của chiến dịch ông đã vượt qua chiến dịch Chuck Hassebrook một cách đáng kể. Trong cuộc tổng tuyển cử, Pete Ricketts đã giành chiến thắng với tỷ lệ 57,1–39,2%.
Vào ngày 05 tháng 6 năm 2017, Pete Ricketts tuyên bố tái tranh cử cho cuộc bầu cử năm 2018. Trong bài phát biểu của mình, ông tuyên bố rằng giảm thuế tài sản sẽ là mối quan tâm chính của ông nếu ông được bầu vào nhiệm kỳ thứ hai. Ông tiếp tục liên kết với Phó Thống đốc Mike Foley là bạn đồng hành trong chiến dịch, đã thắng cử lại vào ngày 06 tháng 11 năm 2018, vượt qua đối thủ Đảng Dân chủ Bob Krist với tỷ lệ 59–41%.

### Nhiệm kỳ

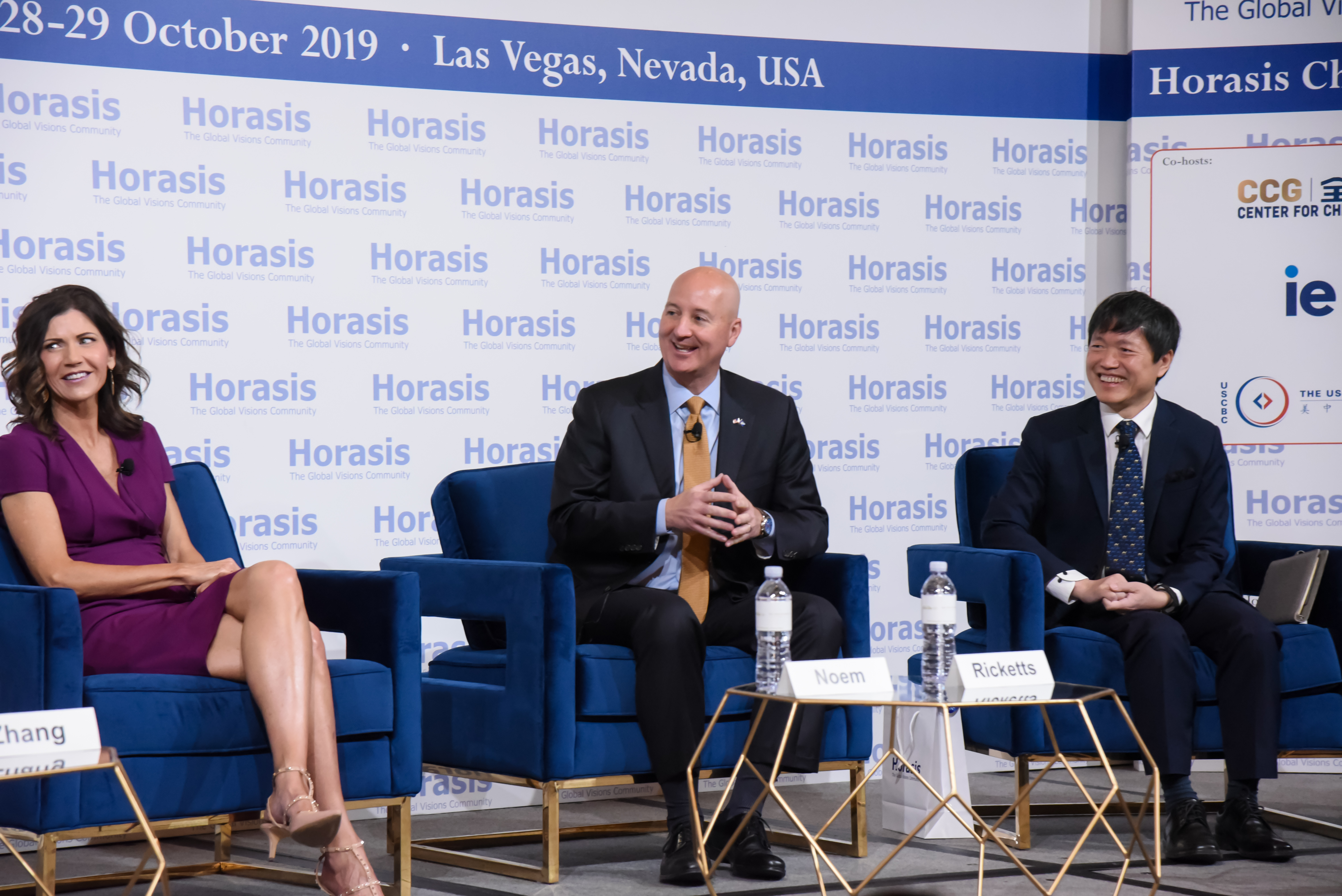
Pete Ricketts và Thống đốc South Dakota Kristi Noem (trái) tại diễn đàn Nevada 2019.

Pete Ricketts nhậm chức Thống đốc thứ 40 của Nebraska tại Điện Nebraska vào ngày 08 tháng 1 năm 2015. Năm 2015, Hội đồng Lập pháp Nebraska đã vượt qua phủ quyết của ông để thông qua ba dự luật: văn bản LB268 bãi bỏ án tử hình của tiểu bang; LB623 đã đảo ngược chính sách trước đây của tiểu bang về việc từ chối cấp bằng lái xe đối với những người sống bất hợp pháp tại Hoa Kỳ sau khi được đưa đến đất nước này khi còn nhỏ và những người đã được miễn trục xuất theo Hành động hoãn lại đối với trẻ em đến từ Mỹ (DACA) của Chính quyền Barack Obama; và LB610 tăng thuế xăng dầu để trả tiền sửa chữa cầu đường. Sau khi Pete Ricketts phủ quyết việc bãi bỏ hình phạt tử hình, những người ủng hộ hình phạt tử hình đã khởi động một động lực kiến nghị để đảo ngược hành động của Hội đồng Lập pháp. Cuộc trưng cầu dân ý Nebraska được tổ chức trong cuộc tổng tuyển cử năm 2016; 61,2% dân số đã bỏ phiếu ủng hộ việc giữ nguyên án tử hình. Trong phiên họp năm 2016, Hội đồng Lập pháp đã thông qua ba dự luật mà Ricketts sau đó đã phủ quyết, gồm: LB580 về việc tạo ra một ủy ban độc lập gồm các công dân để vẽ các bản đồ khu bầu cử mới sau các cuộc điều tra dân số. Dự luật bị phủ quyết thứ hai là LB935, về việc thay đổi các thủ tục kiểm toán tiểu bang. Dự luật thứ ba là LB947, về việc khiến những người thụ hưởng DACA đủ điều kiện để được cấp giấy phép thương mại và chuyên nghiệp ở Nebraska.
Tại Đại hội tiểu bang của Đảng Cộng hòa năm 2016, Pete Ricketts đã tố cáo một số nhà lập pháp đã không ủng hộ lập trường của ông và đảng trong các dự luật khác nhau, đồng thời kêu gọi bầu thêm những ứng cử viên "Cộng hòa nền tảng" vào Hội đồng Lập pháp. Để đáp lại điều này, 13 nhà lập pháp, bao gồm năm thành viên Đảng Cộng hòa đã đăng ký, đã đưa ra một tuyên bố, trong đó họ cáo buộc Pete Ricketts đặt chế độ đảng phái lên trên nguyên tắc lập pháp. Trong một cuộc họp vào ngày 01 tháng 6 năm 2020, Pete Ricketts bị cáo buộc đã sử dụng cụm từ "Vấn đề tôi gặp phải với những người như bạn..." [The problem I have with you people...] khi nói chuyện với một căn phòng chủ yếu là các mục sư da đen và các nhà lãnh đạo cộng đồng da đen, khi mục sư Jarrod Parker bước ra ngoài. Sau đó mới được tiết lộ rằng cụm từ ông sử dụng là "you guys" (các bạn). Ông đã xin lỗi về sự lựa chọn từ ngữ của mình.

## Lịch sử tranh cử
Tính đến năm 2021, Pete Ricketts đã tham gia ba kỳ bầu cử. Ông đã thất bại tại kỳ 2006 cho vị trí Thượng nghị sĩ Hoa Kỳ, thành công trong hai kỳ tổng tuyển cử Thống đốc Nebraska 2014, 2018.
| Tổng tuyển cử Thượng nghị sĩ Hoa Kỳ đại diện Nebraska, 2006 | Tổng tuyển cử Thượng nghị sĩ Hoa Kỳ đại diện Nebraska, 2006 | Tổng tuyển cử Thượng nghị sĩ Hoa Kỳ đại diện Nebraska, 2006 | Tổng tuyển cử Thượng nghị sĩ Hoa Kỳ đại diện Nebraska, 2006 | Tổng tuyển cử Thượng nghị sĩ Hoa Kỳ đại diện Nebraska, 2006 | Tổng tuyển cử Thượng nghị sĩ Hoa Kỳ đại diện Nebraska, 2006 |
| Đảng                                                        | Đảng                                                        | Ứng cử viên                                                 | Số phiếu                                                    | %                                                           | ±                                                           |
| ----------------------------------------------------------- | ----------------------------------------------------------- | ----------------------------------------------------------- | ----------------------------------------------------------- | ----------------------------------------------------------- | ----------------------------------------------------------- |
|                                                             | Dân chủ                                                     | Ben Nelson (đương nhiệm)                                    | 378,388                                                     | 63.88%                                                      | +12.88%                                                     |
|                                                             | Cộng hòa                                                    | Pete Ricketts                                               | 213,928                                                     | 36.12%                                                      | -12.70%                                                     |
| Tổng số phiếu                                               | Tổng số phiếu                                               | Tổng số phiếu                                               | 590,961                                                     | 100.00%                                                     | N/A                                                         |
|                                                             | Dân chủ Giữ ghế                                             |                                                             |                                                             |                                                             |                                                             |

| Tổng tuyển cử Thống đốc Nebraska 2014 | Tổng tuyển cử Thống đốc Nebraska 2014 | Tổng tuyển cử Thống đốc Nebraska 2014 | Tổng tuyển cử Thống đốc Nebraska 2014 | Tổng tuyển cử Thống đốc Nebraska 2014 | Tổng tuyển cử Thống đốc Nebraska 2014 |
| Đảng                                  | Đảng                                  | Ứng cử viên                           | Số phiếu                              | %                                     | ±                                     |
| ------------------------------------- | ------------------------------------- | ------------------------------------- | ------------------------------------- | ------------------------------------- | ------------------------------------- |
|                                       | Cộng hòa                              | Pete Ricketts                         | 308,751                               | 57.15%                                | -16.75%                               |
|                                       | Dân chủ                               | Chuck Hassebrook                      | 211,905                               | 39.23%                                | +13.13%                               |
|                                       | Tự do                                 | Mark Elworth                          | 19,001                                | 3.52%                                 | N/A                                   |
| Tổng số phiếu                         | Tổng số phiếu                         | Tổng số phiếu                         | 540.202                               | 100.0%                                | N/A                                   |
|                                       | Cộng hòa Giữ ghế                      |                                       |                                       |                                       |                                       |

| Tổng tuyển cử Thống đốc Nebraska 2018 | Tổng tuyển cử Thống đốc Nebraska 2018 | Tổng tuyển cử Thống đốc Nebraska 2018 | Tổng tuyển cử Thống đốc Nebraska 2018 | Tổng tuyển cử Thống đốc Nebraska 2018 | Tổng tuyển cử Thống đốc Nebraska 2018 |
| Đảng                                  | Đảng                                  | Ứng cử viên                           | Số phiếu                              | %                                     | ±                                     |
| ------------------------------------- | ------------------------------------- | ------------------------------------- | ------------------------------------- | ------------------------------------- | ------------------------------------- |
|                                       | Cộng hòa                              | Pete Ricketts (đương nhiệm)           | 411,812                               | 59.00%                                | +1.85%                                |
|                                       | Dân chủ                               | Bob Krist                             | 286,169                               | 41.00%                                | +1.77%                                |
| Tổng số phiếu                         | Tổng số phiếu                         | Tổng số phiếu                         | 697.981                               | 100.00%                               | N/A                                   |
|                                       | Cộng hòa Giữ ghế                      |                                       |                                       |                                       |                                       |

## Đời tư
Pete Ricketts và người em của mình là Thomas S. Ricketts, Laura Ricketts và Todd Ricketts đều sở hữu một phần tài sản của gia đình Ricketts, tổng tài sản của gia đình đạt 5,3 tỷ USD vào năm 2020. Về đời sống cá nhân, năm 1997, Pete Ricketts kết hôn với Susanne Shore. Bà sinh ra ở thành phố Garden, Kansas, lớn lên ở Tulsa, Oklahoma và có bằng MBA tại Đại học Bang Oklahoma. Sau một thời gian làm việc cho trưởng khoa sinh viên tại Đại học Nam Dakota, bà đã đến Omaha để hoàn thành khóa học một năm về điều dưỡng tại Đại học Creighton, hai người gặp nhau ở đây. Vào thời điểm kết hôn với Pete Ricketts, bà đang làm y tá tại Bệnh viện St. Joseph ở Omaha. Hai vợ chồng sinh ra ba người con: Roscoe Ricketts, Margot Ricketts và Eleanor Ricketts. Pete Ricketts là một người theo Công giáo La Mã, ông là thành viên của cộng đồng Knights of Columbus và là Order of the Holy Sepulchre.

## Giải thưởng
- Nhà vô địch bóng chày thế giới World Series 2016 (với tư cách là chủ sở hữu của Chicago Cubs).